# Атанасий I Охридски
Атанасий Ризеас (на гръцки: Αθανάσιος Ριζέας) е православен духовник, охридски архиепископ от 1595 до 1598 година, повторно през 1606 година и за трети път около 1614 – 1615 година.

## Биография
Един испански документ от края на XVI в. споменава, че Атанасий, по народност грък, бил роден в сицилианския град Месина. Според гръцки надпис в охридската черква „Св. Климент" е ръкоположен за архиепископ на 11 май 1595 г. През януари 1596 г., по време на т.нар. Химарско въстание, посещава Корфу, среща се с венецианския губернатор на острова и опитва да го убеди да окупира албанските територии в Османската империя (за да не бъде преварен от испанците, които според Атанасий имат подобни намерения). Твърди, че с помощта на 2-3 хиляди войници и на местното население би могъл да предаде цяла Албания на венецианците.
През 1597 година Атанасий заминава за Италия, а в Охрид бива избран нов архиепископ. В Лече прави опит да убеди местния управител, че християните в цяла Албания и Епир вече са въстанали, а скоро същото ще стане и в Сърбия и България. Управителят не го допуска в столицата Неапол и го препраща в Рим. Там той прекарва дълго време, но папа Климент VIII не пожелава да го приеме поради отказа му да се съгласи на уния със Западната църква.
През януари 1598 година Атанасий, затънал в дългове, напуска Рим и отива пеш в Неапол. Там вицекралят не пожелава да го приеме или да му издаде препоръки за други владетелски дворове, но му дава малка парична помощ. През юни, заедно с пелагонийския митрополит Йеремия, Атанасий заминава за Прага при император Рудолф II. В доклад до императора, който по това време е във война с Османската империя, той заявява, че с 3 хиляди войници ще завземе Албания и с помощта на 40 хиляди местни въстаници ще настъпи към Солун. Императорът не поисква да вземе участие в този план, но снабдява Атанасий с пари и препоръчителни писма. През декември двамата с Йеремия Пелагонийски потеглят за Испания.
В Комо Атанасий и неговите спътници са задържани от местните власти и затворени в манастир край Милано. През март 1599 година той пише до императора с молба да бъде освободен. Това изглежда става, но няма сведения дали успява да стигне до Испания. В края на годината той отново няма никакви средства и пише до служител на императорския двор с молба да повлияе на Испания в подкрепа на християнско въстание на Балканите.
През 1606 година Атанасий е вече обратно в Охрид и отново е архиепископ. По това време пътува в Русия в търсене на дарения. Той организира отряд от 12 хиляди души, но неаполитанските вицекрале неколкократно го убеждават да изчака с въстанието, докато Испания стане готова да се намеси. Атанасий е подкрепен в усилията си от митрополит Митрофан Костурски и от преспанския епископ Захарий Цигарас. Поради пътуванията си той отново напуска архиепископския пост, но през 1615 година за трети път е архиепископ и отива в Неапол, за да говори лично с вицекраля там. Той го приема и препраща исканията му на крал Филип III Испански.
Атанасий прекарва няколко месеца в Неапол, а после заминава за Палермо: тамошният сицилиански вицекрал е смятан за яростен противник на турците. Атанасий излага плана си за въстанието, който предвижда окупиране на Балканите от испански и италиански войски, за да се избегнат междуособици между отделните балкански народи. Сега той твърди, че с малка помощ е в състояние да завземе дори Константинопол и островите в Егейско море. Това са последните сведения за него.

## Изследвания
- Милев, Н. Охридският патриарх Атанасий и скитанията му в чужбина. – Известия на Историческото дружество, 5, 1922, 117-125
- Péchayre, A. P. Lea archevêques d'Ochrida et leur relations avec l'Occident à la fin du XVIe siècle et au début du XVIIe. – Échos d'Orient, 36, 1937, 409-422
- Lacko, M. Alcuni documenti riguardanti l'arcivescovo di Ochrida Atanasio. – Orientalia christiana periodica, 33, 1967, 620-638
- Malcolm, N. Agents of Empire: Knights, Corsairs, Jesuits and Spies in the Sixteenth-Century Mediterranean World. Harmondsworth, 2016, 411-412, 431, 521
- Floristán, J. Atanasio Rasia, ¿Atanasio I de Acrida? Proceso ante el Santo Oficio. – In: Aspetti e momenti dell’albanologia contemporanea, edd. M. Mandalà, G. Gurga, Tirana 2019, 83-118